# Christian Pétron
 (octobre 2023).
La mise en forme du texte ne suit pas les recommandations de Wikipédia : il faut le « wikifier ».
Les points d'amélioration suivants sont les cas les plus fréquents. Le détail des points à revoir est peut-être précisé sur la page de discussion.
- Les titres sont pré-formatés par le logiciel. Ils ne sont ni en capitales, ni en gras.
- Le texte ne doit pas être écrit en capitales (les noms de famille non plus), ni en gras, ni en italique, ni en « petit »…
- Le gras n'est utilisé que pour surligner le titre de l'article dans l'introduction, une seule fois.
- L'italique est rarement utilisé : mots en langue étrangère, titres d'œuvres, noms de bateaux, etc.
- Les citations ne sont pas en italique mais en corps de texte normal. Elles sont entourées par des guillemets français : « et ».
- Les listes à puces sont à éviter, des paragraphes rédigés étant largement préférés. Les tableaux sont à réserver à la présentation de données structurées (résultats, etc.).
- Les appels de note de bas de page (petits chiffres en exposant, introduits par l'outil «  Source ») sont à placer entre la fin de phrase et le point final[comme ça].
- Les liens internes (vers d'autres articles de Wikipédia) sont à choisir avec parcimonie. Créez des liens vers des articles approfondissant le sujet. Les termes génériques sans rapport avec le sujet sont à éviter, ainsi que les répétitions de liens vers un même terme.
- Les liens externes sont à placer uniquement dans une section « Liens externes », à la fin de l'article. Ces liens sont à choisir avec parcimonie suivant les règles définies. Si un lien sert de source à l'article, son insertion dans le texte est à faire par les notes de bas de page.
- La présentation des références doit suivre les conventions bibliographiques. Il est recommandé d'utiliser les modèles {{Ouvrage}}, {{Chapitre}}, {{Article}}, {{Lien web}} et/ou {{Bibliographie}}. Le mode d'édition visuel peut mettre en forme automatiquement les références.
- Insérer une infobox (cadre d'informations à droite) n'est pas obligatoire pour parachever la mise en page.

Pour une aide détaillée, merci de consulter Aide:Wikification.
Si vous pensez que ces points ont été résolus, vous pouvez retirer ce bandeau et améliorer la mise en forme d'un autre article.
Christian Pétron, né en 1944 à Avignon (Vaucluse), est un plongeur, réalisateur et directeur de la photographie français.
Ses participations les plus célèbres sont pour les longs métrages Le Grand Bleu et Atlantis ainsi que les campagnes d'exploration de l'épave du Titanic.

## Biographie
Né en 1944, Christian Pétron passe sa jeunesse en Haute-Savoie et découvre la plongée sur les bords du lac d'Annecy.
En 1961, il s'engage dans la marine. Il a fait l'école de maistrance dans la spécialité sous-marin. Il a suivi le dernier cours de certificat de plongeur démineur mais n’a pu aller jusqu'à la fin du cours devant l'acharnement de l’administration marine à l'empêcher de changer de spécialité. Quittant la Marine en 1969, il rejoint ensuite la COMEX.
En 1975, il crée sa propre société, Photamarine, qui devient Cinémarine en 1986.
À partir de 1982, il se tourne vers la télévision pour laquelle il réalise seize documentaires animaliers sous-marins dans le cadre de l'émission Les animaux du monde de la chaîne de télévision TF1.
En 1988, Luc Besson lui demande d'être son directeur de la photographie sur Le Grand Bleu puis sur Atlantis en 1990).
Il est ensuite directeur technique de la campagne d'exploration de l'épave du Titanic (lancée par la chaine américaine Discovery Channel) et y tourne 4 films de 1996 à 1998.
Fort de son expérience sur les tournages à grande profondeur, James Cameron lui propose ensuite de collaborer avec lui sur le projet Deep Rover en 2002.
Son travail pour la télévision se prolonge avec une série de quatre films de Jean-Michel Cousteau: Shark at risk (pour PBS en 2001) puis La Danse des baleines et Les Requins de Malpello pour Canal+ en 2001 et 2002, Requin sous haute surveillance pour La Cinquième et Thalassa en 2006.
À travers sa société, il supportera techniquement une dizaine de films d'archéologie sous-marine, produits par Discovery Channel, notamment sur l'archéologue sous-marine réalisés par Franck Goddio et Roland Savoye comme la découverte de la cité engloutie de Thônis-Héracléion en Égypte et sur des fouilles d'épaves aux Philippines. Les principaux titres diffusés en France sont: L’épave du San Diego, L’or blanc du Royal Captain, Le Phare d’Alexandrie, Le Palais de Cléopâtre, Le rêve perdu de Napoléon à Aboukir, Alexandrie Citée engloutie, Héraklion.
Depuis 2006, sa société travaille avec le groupe de distribution ZDF Entreprise et fera en tant que réalisateur une dizaine de films diffusés dans le monde entier comme Requins sous haute surveillance, Fragile Méditerranée, Mémoire de Port Cros, la série franco-allemande diffusée par Arte en Europe Ocean Quest ou Danse avec les Poissons en version française.
En 2016, Christian Pétron prend sa retraite en passant la main à une nouvelle équipe pour diriger la société Cinémarine tout en gardant des activités de conseils et représentations au sein des milieux de l'image sous-marine pour cette entreprise.
En 2017, Christian Pétron créait avec son ami espagnol Andrès Claros un musée de l’image sous-marine pour garder la mémoire des techniques et technologies des caméras et des caissons sous-marins. Ce musée s'appelle le BUCAM (Barcelona Underwater Camera Muséum) possède la plus importante collection mondiale de caméras et d’appareils photos sous-marins.

### Diplômes et expériences
- Plongeur de la Marine Nationale française
- Classe 3 à l'INPP et à la COMEX
- Avril 1974 : diplôme Underwater motion picture cameraman délivré par le Rebikoff Institute of Marine Technology de Fort Lauderdale aux États-Unis
- Depuis 1987 : membre de l'Académie internationale des sciences et techniques sous-marines, Trident d'or
- En mai 1998, il reçoit à St Petersbourg au Musée de l’Hermitage la Médaille d’or des scaphandriers de la fédération de Russie pour son film l'Epave du Slava Rossii,
- En janvier 2013, il reçoit la distinction de Chevalier du Mérite Maritime.
- En octobre 2018, il reçoit la médaille d'or de l’Académie des Sciences de Marseille,

### Récompenses et prix dans des festivals
- 2019 : prix spécial du jury du Festival international du film de Saint-Sébastien, en Espagne, pour le film : Il était une fois l’image sous-marine
- 2014 : Grand prix du Festival de film des Aires Marines Protégées in Italia CAMOGLIE pour le  film Great White Sharks of Guadalupe
- 2011 : Public Prize, World Underwater Film Festival, Marseille, pour le documentaire  Mémoire de Port Cros
- 2010 : Golden Palm Award, World Underwater Film Festival, Marseille, pour le documentaire Great White Sharks of Guadalupe
- 2009 : Prix NAUSICAA, Underwater Film Festival Marseille pour le documentaire Marseille une rade ressuscitée
- 2007 : Golden Palm Award, International Underwater Art Festival, Kiew Ukraine pour le documentaire Shark Patrol
- 2007 : Award from Albert I de Monaco Foundation, Oceanographic Museum of Monaco, pour le documentaire Shark Patrol
- 2007 : Silver Palm Award, World Underwater Film Festival of Antibes, pour le documentaire Shark Patrol
- 1999 : Golden Palm Award, Festival Scientific film of Naney, Belgium, pour le documentaire  Carnivorous Sponge
- 1992 : prix spécial du jury au Festival international du film de Saint-Sébastien, en Espagne, pour la série documentaire, Les Animaux du Monde, Los Roques
- 1991 : Golden Palm Award, World Underwater Film Festival of Antibes for the Motion picture film Atlantis
- 1987 : Golden Palm Award, World Underwater Film Festival of Antibes, pour la série documentaire  Les Animaux du Monde, Los Roques
- 1987 : Golden Palm Awarded, par S.A.S. Prince Albert II de Monaco pour la série documentaire Les Animaux du Monde, Los Roques
- 1987 : Great Prize Rolex Award, Festival Maritime de Toulon pour la série documentaire  Les Animaux du Monde, Treasure of Pearl Islands
- 1982 : Golden Palm Award, United Nations Conference on Environment and Development, Rio Brazil, pour le documentaire Pollution and Disturbance in the Mediterranean Sea
- 1982 : Bronze Anchor Award, Festival Maritime de Toulon pour la série documentaire Les Animaux du Monde, Tamed Sea